# Glacera de Humboldt
La glacera de Humboldt (en groenlandès Sermersuaq) és una glacera que es troba al nord-oest de Groenlàndia i desemboca a la conca de Kane, la qual forma part de l'estret de Nares, que connecta l'oceà Àrtic amb la badia de Baffin, entre Groenlàndia i l'illa canadenca d'Ellesmere.
Amb un ample de la boca superior als 100 quilòmetres, és la major glacera en l'hemisferi nord. La glacera de Humboldt s'alimenta de la Glacera continental groenlandesa. Juntament amb la glacera de Petermann, situada més al nord, formen una àrea d'influència de 121.000 quilòmetres quadrats, que representen el 10% de la superfície total de les glaceres de Groenlàndia.
Com moltes de les glaceres de Groenlàndia es troba en procés de retrocés degut a l'escalfament global que ha fet que s'hagin perdut 37km² en els darrers anys.
La glacera és anomenada en honor del naturalista alemany Alexander von Humboldt.